# Pentaschistis montana
Pentaschistis montana är en gräsart som beskrevs av Hans Peter Linder. Pentaschistis montana ingår i släktet Pentaschistis och familjen gräs. Inga underarter finns listade i Catalogue of Life.